# أنتي مين (مسلسل)
انتي مين هو مسلسل لبناني عرض في شهر رمضان المبارك لعام 2019 من إنتاج شركة غرين، بث حصريا على شاشة إم تي في اللبنانية.

## قصة العمل
يتحدث عن جهاد شابة تحاول الإنتحار وتفشل محاولتها وينقذها الدكتور نسيم، تجمعهما صدفة تجعلهما يتساءلان عن ماضيهما ويبحثان عن حقائق معينة، ليكتشفا أمورًا لم يكونا على علم بها

## الممثلون
- كارين رزق الله (جهاد) [4]
- عمار شلق (نسيم)
- جوليا قصار (عايدة)
- نقولا دانيال (أسعد)
- أنجو ريحان (غادة)
- عايدة صبرا (نجوى)
- شربل زيادة (مروان)
- أسعد رشدان (نسيم عبود)
- رفقا الزير
- فادي متري (فريد)
- ناتالي حموي
- ماريان بو مصلح
- مارون عساف
- محمود كركي
- تينا عبيد
- محمد فوعاني
- بديع أبو شقرا (شخصيته الحقيقية - ضيف شرف)
- خليل متبولي
- جوزيف الأسمر
- هادي قدوح
- فيروز أبو حسن